# Галешич, Нико
Ни́ко Га́лешич (хорв. Niko Galešić; род. 26 марта 2001, Берлин) — хорватский футболист, защитник клуба «Риека».

## Клубная карьера
Галешич — воспитанник клубов немецкого «Виктория 1889», берлинской «Герты» и «Риека». 25 июля 2020 года в матче против «Истра 1961» он дебютировал в чемпионате Хорватии в составе последнего. В 2020 году Нико помог клубу завоевать Кубок Хорватии. В начале 2022 года Галешич на правах аренды перешёл в «Хрватски Драговоляц». 30 января в матче против «Локомотива» он дебютировал за новый клуб. 11 февраля в поединке против «Шибеника» Нико забил свой первый гол за «Хрватски Драговоляц». По окончании аренды Галешич вернулся в «Риеку». 24 сентября в поединке против «Славен Белупо» Нико забил свой первый гол за команду.

## Достижения
Клубные
 «Риека»
- Обладатель Кубка Хорватии — 2020